# Tom Bridger
Pour les articles homonymes, voir Bridger.
Tom Bridger, né le 24 juin 1934 à Woolmer Green (Hertfordshire) et mort le 30 juillet 1991 à Logie Coldstone (Aberdeenshire), est un pilote automobile amateur anglais. Il a notamment disputé le Grand Prix du Maroc 1958 au volant d'une Cooper, marque sur laquelle il prit part à de nombreuses épreuves de Formule 3 entre 1953 et 1959.